# Demografía de la Ciudad del Vaticano
Hacia 2013, la población de la Ciudad del Vaticano es de 839 ciudadanos.
Su población da una altísima densidad de aproximadamente más de 1800 habitantes por kilómetro cuadrado. El 100% de la población es urbana. En cuanto a los grupos étnicos, hay italianos, suizos y otros. Los idiomas más hablados son el italiano, el latín y el francés. Todos los ciudadanos reales de la ciudad son católicos.
En el Vaticano residía el papa Francisco como jefe de Estado, 73 cardenales —que viven dentro de los muros o en Roma—, 306 miembros del cuerpo diplomático, 49 sacerdotes y hermanos religiosos, una religiosa, 86 guardias suizos y 25 hombres seglares, más 31 mujeres seglares, en su mayoría empleadas en el Estado, junto con sus respectivos cónyuges e hijos.

## Nacionalidad y ciudadanía
La nacionalidad vaticana no se obtiene por nacimiento, sino por concesión. Son ciudadanos de nacionalidad vaticana todos los diplomáticos empleados en las nunciaturas (embajadas de la Santa Sede) de todo el mundo y aquellas personas que ejercen funciones para el Estado de la Ciudad del Vaticano. La nacionalidad vaticana se añade a la nacionalidad de origen y se pierde cuando las personas dejan de ejercer estas funciones. Son unas 300 personas aproximadamente.
Casi todos los ciudadanos viven ya sea en el interior de los muros del Vaticano o sirven en el servicio diplomático de la Santa Sede en las embajadas (llamadas "nunciaturas", un embajador papal es un "nuncio") en todo el mundo. La ciudadanía vaticana consiste casi enteramente en dos grupos: el clero, la mayoría de los cuales trabajan en el servicio de la Santa Sede, y un muy pocos funcionarios del Estado; y la Guardia Suiza. Los trabajadores que componen la mayoría de la fuerza laboral del Vaticano (unas 2400 personas) residen fuera del Vaticano (en Roma) y son ciudadanos de Italia o de otras naciones.
La ciudadanía vaticana se extiende también al cónyuge, ascendientes y descendientes de un ciudadano, a condición de que estén viviendo con la persona que es ciudadana. La Ciudad del Vaticano es la que emite pasaportes.
Cualquier persona que pierda la ciudadanía vaticana y no posea otra nacionalidad, automáticamente se convierte en un ciudadano italiano, a juzgar por la ley italiana.
El 22 de febrero de 2011, el papa Benedicto XVI promulgó una nueva "Ley sobre la ciudadanía, la residencia y el acceso" a la Ciudad del Vaticano, que entró en vigor el 1 de marzo. Reemplazó a la "Ley sobre la ciudadanía y la residencia" de 1929.
La ciudadanía del Vaticano está ahora en manos del papa, los cardenales que residen en la Ciudad del Vaticano, miembros activos del servicio diplomático de la Santa Sede, y otros directores de las oficinas y servicios del Vaticano.
La ley 2011 creó una nueva categoría, la de los "residentes" oficiales del Vaticano, es decir, personas que viven en la Ciudad del Vaticano; éstas no son necesariamente ciudadanos del Vaticano. El 1 de marzo de 2011, había un total de 572 ciudadanos del Vaticano, de los cuales 352 no eran residentes, nuncios apostólicos y sobre todo el personal diplomático. En realidad, sólo hubo 220 ciudadanos de la Ciudad del Vaticano que vivieran aquí. El resto de la población (más de 600 personas) no eran ciudadanos.